# Visual novel

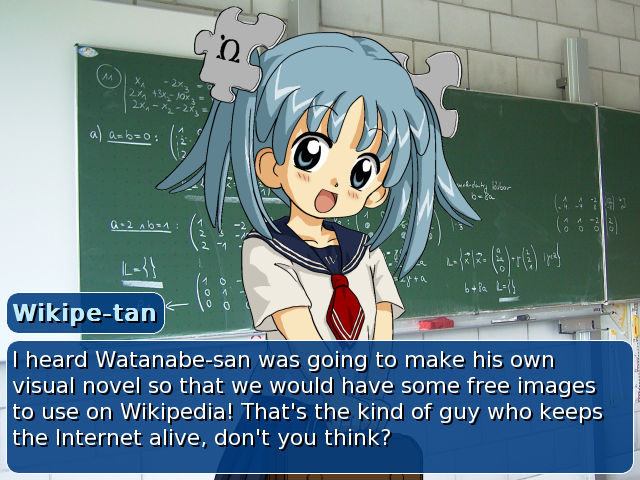
Esempio di visual novel.

Le visual novel (ビジュアルノベル?, bijuaru noberu), in inglese letteralmente "romanzo visivo", sono un genere videoludico, particolarmente diffuso in Giappone.

## Definizione
Una visual novel è un videogioco d'avventura interattiva in cui il personaggio giocante può effettuare alcune decisioni che influenzano la trama del gioco. Le visual novel sono spesso caratterizzate da una grafica in stile anime e un'animazione limitata o assente, mentre la storia è simile a quella di un racconto o di un romanzo. La maggior parte delle visual novel presenta fondali molto dettagliati, una colonna sonora modellata sugli eventi del gioco e in alcuni casi sono presenti anche dei brevi filmati.
In Occidente il termine ha incluso numerosi sottogeneri che spaziano dalle avventure testuali ai dating sim. In Giappone si intende come visual novel un videogioco d'avventura con un'interfaccia utente in cui la casella di testo viene posta in sovrapposizione alle immagini, coprendo l'intero schermo, invece di essere confinata nella parte inferiore.
Nei vari sottogeneri che compongono l'universo delle visual novel sono presenti sia videogiochi d'avventura dotati di rompicapi che giochi dal gameplay molto semplice. In quest'ultimi solitamente è concessa al giocatore solo la possibilità di cliccare col mouse sullo schermo per far scorrere il testo, il quale è accompagnato da cambiamenti sia delle immagini che del sonoro in relazione al proseguimento della trama (alcuni giochi più recenti forniscono anche le funzioni "riproduci" o "avanzamento veloce" che rendono persino ciò non necessario).
Molte visual novel sono dotate di finali alternativi, alcuni dei quali negativi, che dipendono dalle azioni del giocatore. Nei dating sim spesso i finali paralleli differiscono solamente dal personaggio non giocante che accompagna il protagonista.

## Sottogeneri

### Sound novel
Le sound novel sono un genere di visual novel introdotte da Chunsoft. Esempi di tali videogiochi sono Otogirisō e Banshee's Last Cry. A differenza delle classiche avventure grafiche, in questi titoli il protagonista è costretto a prendere alcune decisioni poste sotto forma di alternativa, invece che come singole azioni da svolgere nell'ordine corretto. Un altro esempio molto popolare di sound novel è Higurashi no naku koro ni di 07th Expansion.
Con sound novel s'intendono anche un tipo di visual novel in cui prevalgono musica ed effetti sonori. Un esempio è Real Sound: Kaze no Regret realizzato da Kenji Eno.

### Dating sim
Nei dating sim come Tokimeki Memorial il protagonista deve potenziare le proprie statistiche al fine di conquistare uno dei personaggi non giocanti. Dei videogiochi esistono varianti in cui il personaggio giocante è di sesso femminile (otome) o dove è presente una relazione omosessuale (yuri o yaoi).

### Eroge
Negli eroge sono presenti scene sessuali o erotiche. In alcuni casi le scene sono completamente opzionali e vengono rimosse (o aggiunte) in particolari versioni del gioco che possono ottenere così differenti classificazioni per fasce d'età.

### Nakige
Nakige (泣きゲーム?, Naki gēmu, lett. "gioco che fa piangere") è un genere dai contorni vaghi che comprende tutti quei romanzi visivi capaci di suscitare forti emozioni nel giocatore, in particolare tristezza o malinconia. La caratteristica principale che distingue i nakige dagli utsuge (鬱ゲーム?, utsu gēmu, lett. "gioco che provoca depressione") è che i primi di solito hanno un finale lieto, mentre quest'ultimi hanno un finale cupo o agrodolce.
Key è uno dei team di produzione più acclamati di questo genere di visual novel, celebre per successi multimediali come Clannad (2004), Little Busters! (2008) e Rewrite (2011). Tutti e tre i titoli hanno ricevuto ottime recensioni dagli utenti, vantando su Steam una percentuale di valutazioni positive superiore al 95%.

## Successo

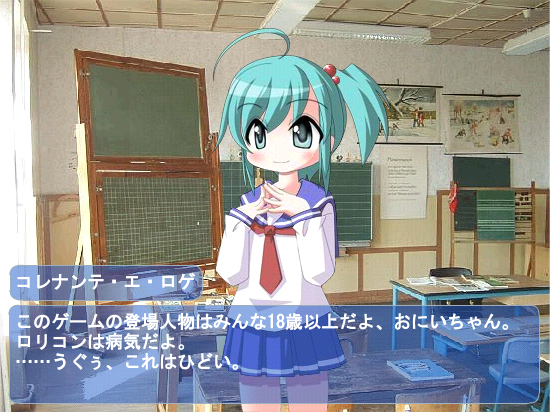
Le visual novel sono principalmente prodotte in lingua giapponese.

Questo tipo di avventure grafiche hanno un'elevata diffusione nel mercato giapponese: si stima che nel 2006 oltre il 70% dei videogiochi per personal computer fosse composto da visual novel. Sebbene un numero elevato sia costituito da dōjin soft distribuiti tramite Internet, alcuni videogiochi sono stati convertiti o addirittura prodotti direttamente per console. Alcuni titoli sono stati adattati in serie animate che hanno ricevuto popolarità al di fuori del Giappone.
Con la diffusione di Internet e la diffusione sia degli anime che di alcuni videogiochi d'avventura giapponesi distribuiti in Occidente, alcune visual novel sono state tradotte da gruppi di volontari e pubblicate, in alcuni casi con il beneplacito degli editori.